# Hausneindorf
Hausneindorf is een plaats en voormalige gemeente in de Duitse deelstaat Saksen-Anhalt, en maakt deel uit van de Landkreis Harz.
Hausneindorf telt 819 inwoners.